# Andreas Helmle (Komponist)
Andreas Helmle (* 8. März 1963 in München) ist ein deutscher Filmkomponist.

## Karriere
Anfang der 1980er Jahre begann die musikalische Laufbahn von Andreas Helmle. Er spielte in mehreren Münchner Bands als Bassist und produzierte später einige Dance-Projekte, bevor er Ende der 1990er Jahre zuerst in der Werbung als Komponist tätig wurde. Bis Mitte der 2000er Jahre war er vor allem bei der Musikproduktionsfirma Mona Davis Music als Filmkomponist für mehrere Werbespots tätig. Danach konzentrierte sich seine Arbeit bis heute auf Kino- und TV-Filme. Unter anderem arrangierte und bearbeitete Andreas Helmle auch die aktuelle Titelmusik für den ARD-Weltspiegel und komponierte die Musik für das Kulturmagazin ttt – titel, thesen, temperamente.

## Filmografie (Auswahl)
- 2004: Mittelland – Die Legende der Elfen (Zeichentrickserie)
- 2008: In jeder Sekunde
- 2011: Jasmin
- 2012: Silenced: Georgi Markov and the Umbrella Murder
- 2013: Ricky – normal war gestern
- 2014: Reunited (Kurzfilm)
- 2016: Cape Town (Fernsehsechsteiler)
- 2018: Mordkommission Istanbul (Fernsehserie, 2 Folgen)
- 2018–2022: Der Amsterdam-Krimi (Fernsehserie, 6 Folgen)